# Liverpool (New South Wales)
Liverpool is een voorstad van Sydney in de Australische deelstaat New South Wales. Bij de telling van 2016 had Liverpool 27.084 inwoners.